# Хіджран Гусейнова
Хиджран Гусейнова Кямран кизи (азерб. Hicran Hüseynova Kamran qızı) — азербайджанська політична діячка, депутатка VI скликання Міллі Меджлісу, голова комітету з питань сім'ї, жінок і дітей. Докторка філологічних наук, професорка. Членкиня партії «Новий Азербайджан».

## Життєпис
Хиджран Гусейнова народилася 13 серпня 1955 року в Баку, в сім'ї 1-го секретаря Сумгаїтського міського комітету Комуністичної партії Азербайджану Кямрана Гусейнова. 1972 року закінчила середню школу в Баку і вступила на історичний факультет Азербайджанського державного університету, який закінчила 1977 року. 1985 року захистила кандидатську, а 2001 року докторську дисертацію за темою «Азербайджан у системі Європейської інтеграції». Перша в Азербайджані жінка, яка захистила докторську дисертацію в галузі політичних наук. 2007 року здобула вчене звання професора.

## Кар'єра
Від 1977 року працювала вчителькою в бакинській середній школі № 189. Від 1988 до 1993 року працювала в Азербайджанському державному університеті (від 1991 року Бакинський державний університет) викладачкою, потім доценткою кафедри політичної історії.
Від 1999 до 2003 року працювала головою відділу «Міжнародні відносини та інформація» Державного комітету з проблем сім'ї, жінок і дітей Азербайджану. 2006 року її призначено головою цього комітету.
27 січня 2011 року Хиджран Гусейнову указом Президента Франції Ніколя Саркозі відзначено орденом Почесного легіону другого ступеня.
12 серпня 2015 року розпорядженням Президента Азербайджану Ільхама Алієва Хиджран Гусейнову відзначено орденом «Шохрат».
7 січня 2020 року Хиджран Гусейнова призупинила діяльність на посаді голови Державного комітету у справах сім'ї, жінок і дітей через висунення своєї кандидатури для участі в парламентських виборах в Азербайджані.
За результатами парламентських виборів, які пройшли 9 лютого 2020 року, Хиджран Гусейнову обрано депутаткою VI скликання азербайджанського парламенту.
Одружена, має двох дітей. Доводиться тіткою першій віцепрезидентці Азербайджанської Республіки, Мехрібан Аріф кизи Алієвій.